# Легкі крейсери типу «К»
Легкі крейсери типу «К» або типу «Кенігсберг» - тип легких крейсерів німецького Рейхсмаріне та Крігсмаріне. Тип складався з трьох кораблів, названих на честь німецьких міст: «Кенігсберг», «Карлсруе» та «Кельн», усі побудовані між 1926 і 1930 роками.

## Конструкція
Ці кораблі були першими крейсерами Рейхсмаріне сучасної конструкції. Їхній попередник, «Емден», базувався на проектах часів Першої світової війни. Вони були озброєні основною батареєю з дев'яти 150 мм гармат і з дванадцятьма 500 мм торпедними апаратами.

## Історія служби
Усі три кораблі цього типу активно використовувалися як навчальні крейсери протягом 1930-х років. Вони здійснювали численні закордонні круїзи та брали участь у патрулюванні невтручання під час громадянської війни в Іспанії в 1936-1939. Після початку Другої світової війни у вересні 1939 року три кораблі заклали оборонні мінні поля в Північному морі. Усі вони брали участь у операції «Везерюбунг», вторгненні до Норвегії у квітні 1940 року. «Кенігсберг» був пошкоджений норвезькими береговими гарматами поблизу Бергена і потоплений британськими бомбардувальниками наступного дня. «Карлсруе» був потоплений британським підводним човном «Труент». Лише «Кельн»  вижив у операції.
Після повернення до Німеччини «Кельн» використовувався для  експерименту з гелікоптерами Flettner Fl 282. Крейсер надавав вогневу підтримку німецьким сухопутним силам під час операції «Барбаросса», вторгненні в Радянський Союз у 1941 році, і повернувся до Норвегії в 1942 році. Зрештою, він був потоплений у Вільгельмсгафені в березні 1945 року американськими бомбардувальниками. Його гармати все ще були над водою, що дозволяло кораблю підтримувати оборону німецької армії проти британських сухопутних сил до останніх днів війни.

## Представники
| Назва                   | Верф                                             | Закладений          | Спущений на воду     | Вступив у стрій       | Доля |
| ----------------------- | ------------------------------------------------ | ------------------- | -------------------- | --------------------- | --- |
| «Кенігсберг» Königsberg | Kriegsmarinewerft Wilhelmshaven, Вільгельмсгафен | 12 квітня 1926 року | 26 березня 1927 року | 17 квітня 1929 року   | Потоплений 10 квітня 1940 року британською авіацією у порту Бергена під час операції «Везерюбунг»                                                                            |
| «Карлсруе» Karlsruhe    | Kriegsmarinewerft Wilhelmshaven, Вільгельмсгафен | 27 липня 1926 року  | 20 серпня 1927 року  | 6 листопада 1929 року | Потоплений 9 квітня 1940 року торпедами з німецького міноносця «Грейф» після атаки британським підводним човном «Труант» поблизу Крістіансанна під час операції «Везерюбунг» |
| «Кельн» Köln            | Kriegsmarinewerft Wilhelmshaven, Вільгельмсгафен | 7 серпня 1926 року  | 23 травня 1928 року  | 15 січня 1930 року    | Потоплений 30 березня 1945 року британською авіацією в бухті Вільгельмсгафена                                                                                                |